# Tolovkit
Tolovkit (IMA-Symbol Tol) ist ein sehr selten vorkommendes Mineral aus der Mineralklasse der „Sulfide und Sulfosalze“ mit der idealisierten chemischen Zusammensetzung IrSbS und damit chemisch gesehen ein Iridium-Antimon-Sulfid.
Tolovkit kristallisiert im kubischen Kristallsystem, konnte bisher aber nur in Form winziger, isometrischer und unregelmäßiger Körner und Aggregate bis etwa 72 μm Größe gefunden werden. Das Mineral ist in jeder Form undurchsichtig (opak) und zeigt auf den Oberflächen nicht korrodierter Körner einen metallischen Glanz. Im Gegensatz zur stahlgrauen Oberflächenfarbe, die im Auflicht auch grau mit hellbraunem Stich erscheint, ist die Strichfarbe von Tolovkit schwarz.

## Etymologie und Geschichte
Erstmals entdeckt wurde Tolovkit in einer Seifenlagerstätte am gleichnamigen Fluss Tolovka am Ultrabasit-Massiv Ust'-Bel'skii im Koryak-Gebirge auf der Halbinsel Kamtschatka im Fernen Osten Russlands. Die Publikation der Erstbeschreibung erfolgte 1981 durch L. V. Razin, N. S. Rudashevsky und G. A. Sidorenko (russisch Л. В. Разин, Н. С. Рудашевский, Г. А. Сидоренко) nach Anerkennung durch die International Mineralogical Association (interne Eingangs-Nr. der IMA: 1980-055). Razin und sein Team benannten das Mineral nach dessen Typlokalität.
Das Typmaterial des Minerals wird im Bergbau-Museum der Staatlichen Bergbau-Universität Sankt Petersburg (MM, St. Petersburg) in Sankt Petersburg und im Mineralogischen Museum, benannt nach A. J. Fersman (FMM) der Russischen Akademie der Wissenschaften  (Katalog-Nr. 72030) der Russischen Akademie der Wissenschaften in Moskau aufbewahrt. Die Angaben werden allerdings in dieser Form nicht durch den Catalogue of Type Mineral Specimens der IMA bestätigt.

## Klassifikation
Da der Tolovkit erst 1980 als eigenständiges Mineral anerkannt wurde, ist er in der seit 1977 veralteten 8. Auflage der Mineralsystematik nach Strunz noch nicht verzeichnet.
Im zuletzt 2018 überarbeiteten und aktualisierten Lapis-Mineralienverzeichnis nach Stefan Weiß, das sich aus Rücksicht auf private Sammler und institutionelle Sammlungen noch nach dieser alten Form der Systematik von Karl Hugo Strunz richtet, erhielt das Mineral die System- und Mineral-Nr. II/D.18-080. In der „Lapis-Systematik“ entspricht dies ebenfalls der Abteilung „Sulfide mit dem Stoffmengenverhältnis Metall : S,Se,Te < 1 : 1“, wo Tolovkit zusammen mit Cobaltit, Gersdorffit, Hollingworthit, Irarsit, Jolliffeit, Kalungait, Milotait, Platarsit, Ullmannit und Willyamit die „Cobaltit-Gruppe“ mit der System-Nr. II/D.18 bildet.
Die von der IMA zuletzt 2009 aktualisierte 9. Auflage der Strunz’schen Mineralsystematik ordnet den Tolovkit dagegen in die neu definierte Abteilung der „Metallsulfide mit dem Stoffmengenverhältnis von M : S ≤ 1 : 2“ ein. Diese ist zudem weiter unterteilt nach dem genauen Stoffmengenverhältnis und den in der Verbindung vorherrschenden Metallen, so dass das Mineral entsprechend seiner Zusammensetzung in der Unterabteilung „M : S = 1 : 2, mit Fe, Co, Ni, PGE usw.“ zu finden ist, wo es zusammen mit Changchengit, Cobaltit, Gersdorffit, Paragersdorffit (ehemals Gersdorffit-Pa3), Orthogersdorffit (ehemals Gersdorffit-Pca21), Hollingworthit, Irarsit, Jolliffeit, Kalungait, Krutovit, Maslovit, Mayingit, Michenerit, Milotait, Padmait, Platarsit, Testibiopalladit, Ullmannit und Willyamit die „Gersdorffitgruppe“ mit der System-Nr. 2.EB.25 bildet.
Auch die vorwiegend im englischen Sprachraum gebräuchliche Systematik der Minerale nach Dana ordnet den Tolovkit in die Klasse der „Sulfide und Sulfosalze“ und dort in die Abteilung der „Sulfidminerale“ ein. Hier ist er allerdings in der „Cobaltitgruppe (Kubische oder pseudokubische Kristalle)“ mit der System-Nr. 02.12.03 innerhalb der Unterabteilung „Sulfide – einschließlich Seleniden und Telluriden – mit der Zusammensetzung AmBnXp, mit (m+n) : p = 1 : 2“ zu finden.

## Chemismus
Der idealisierten (theoretischen) Zusammensetzung von Tolovkit (IrSbS) zufolge besteht das Mineral aus Iridium (Ir), Antimon (Sb) und Schwefel (S) im Stoffmengenverhältnis von 1 : 1 : 1, was einem Massenanteil (Gewichts-%) von 55,55 % Ir, 35,19 % Sb und 9,27 % S entspricht.
Mikrosondenanalysen am Typmaterial aus Kamtschatka ergaben allerdings leicht abweichende Anteile von Ir von 55,00 und 56,6 Gew.-%, Sb von 34,7 und 35,00 Gew.-% sowie S von 9,20 und 9,22 Gew.-%. Zusätzlich wurden Beimengungen von 0,25 bzw. 0,69 Gew.-% Platin (Pt), 0,12 bzw. 0,49 Gew.-% Osmium (Os) und 0,06 Gew.-% Nickel (Ni) gemessen. Die Messergebnisse korrespondieren mit der empirischen Formel (Ir0,993Pt0,009Os0,006)Σ1,014Sb0,993S0,993, was zur Reinformel IrSbS idealisiert wurde.

## Kristallstruktur
Tolovkit kristallisiert kubisch in der Raumgruppe P213 (Raumgruppen-Nr. 198) mit dem Gitterparameter a = 6,03 Å sowie vier Formeleinheiten pro Elementarzelle.

## Bildung und Fundorte
An seiner Typlokalität am Fluss Tolovka fand sich das Mineral in Form von Verwachsungen in Os-Ir-Legierungen in Seifen-Lagerstätten, die im Quartär gebildet wurden. Als weitere Begleitminerale traten hier Laurit, Pentlandit und Heazlewoodit auf.
Tolovkit gehört zu den sehr seltenen Mineralbildungen, das bisher nur in wenigen Mineralproben bekannt wurde. Je nach Quellenlage sind weltweit bisher zwischen 10 und 14 Fundorte dokumentiert (Stand 2022). Außer an seiner Typlokalität Tolovka auf Kamtschatka fand sich das Mineral in Russland noch am ebenfalls im Fernen Osten liegenden Fluss Fadeevka nahe dem Chankasee in der Region Primorje, am Fluss Bolshoy Khailyk in der Region Krasnojarsk in Sibirien sowie in der Seifenlagerstätte Kialim am Fluss Miass in der Oblast Tscheljabinsk, im Uktus-Komplex nahe Jekaterinburg in der Oblast Swerdlowsk und der Ir-Rh-Ni-Sulfid-Lagerstätte Centralnoye II nahe Rai-Iz (Raiz) in der Oblast Tjumen im Ural.
Innerhalb von Europa trat Tolovkit bisher nur in der Chromit-Lagerstätte Østhammeren mit PGE-Mineralisation bei Røros im Fylke Trøndelag in Norwegen und im Steinbruch Harold's Grave auf der schottischen Insel Unst im Vereinigten Königreich auf.
Des Weiteren konnte Tolovkit noch in Seifenlagerstätten am Tulameen River und am Similkameen River in der kanadischen Provinz British Columbia, in den Ultramafiten der Sikhuran-Mine bei Esfandagheh nahe Dschiroft in der iranischen Provinz Kerman, am Fluss Panke Horonai bei Ashibetsu auf der japanischen Insel Hokkaidō sowie in der Platinseife Fox Gulch am Salmon River (Bethel Census Area) in Alaska und bei Annapolis im Iron County von Missouri in den Vereinigten Staaten von Amerika gefunden werden.